# Центральний державний архів-музей літератури і мистецтва України
Центра́льний держа́вний архі́в-музе́й літерату́ри і мисте́цтва Украї́ни (ЦДАМЛМ України) — архівосховище й музей, центральна архівна установа, що забезпечує облік, зберігання, комплектування, науково-технічне впорядковування та використовування документів Національного архівного фонду України з історії української культури, літератури та мистецтва XVIII–XX століття.

## Опис
Центральний державний архів-музей літератури і мистецтва України створений у 1966 році.
У фондах є документи з літератури, мистецтва й культури України XVIII–XX століть, біографічні та епістолярні матеріали, рукописи творів, графічні праці, фото письменників, літературознавців, композиторів, художників, скульпторів, архітекторів, акторів, співаків, режисерів, диригентів, хормейстерів, балетмейстерів та інших діячів культури, зокрема Павла Альошина, Ванди Василевської, Олександра Вербицького, Миколи Ворвулєва, Олександра Гая, Зої Гайдай, Рейнгольда Гліера, Андрія Головка, Олеся Гончара, Бориса Грінченка, Віри Гужової, Марії Донець-Тессейр, Володимира Заболотного, Івана Їжакевича, Василя Касіяна, Юрія Кипоренка-Доманського, Євгена Кирилюка, Анатолія Кос-Анатольського, Августи Кохановської, Фотія Красицького, Лесі Кривицької, Агатангела Кримського, Бориса Лятошинського, Георгія Майбороди, Андрія Малишка, Панаса Мирного, Іполита Моргілевського, Петра Панча, Леоніда Первомайського, Анатолія Петрицького, Гаврила Пустовойта, Левка Ревуцького, Максима Рильського, Бориса Романицького, Якова Сірченка, Юрія Смолича, Володимира Сосюри, Кирила Стеценка, Стефана Таранушенка, Софії Тобілевич, Карпа Трохименка, Софії Федорцевої, Віктора Халатова, Юрія Яновського та багатьох інших.
В архіві-музеї містяться також фонди культурно-просвітницьких інституцій, товариств, організацій, у тому числі Київського товариства підтримки мистецтв, Київського товариства старожитностей та мистецтв, Комітету з Державних премій УРСР ім. Шевченка в галузі літератури, журналістики, мистецтва та архітектури, Спілки письменників УРСР та інші.
Архів-музей поряд з архівосховищами має виставочні зали з постійною експозицією, кімнати-музеї видатних діячів української літератури та культури, бібліотечні колекції.

## Фонди
Станом на 01.01.2020 року на постійному зберіганні в ЦДАМЛМ України перебуває:
- 1429 фондів, що містять 314824 од. зб. із паперовою основою. З них:
  - 125 фондів установ і організацій, що містять 124115 од. зб. (страховий фонд створено на 10056 од. зб.);
  - 1304 фонди особового походження, що містить 190709 од. зб. + 185972 док. + 919 арк. (страховий фонд створено на 32077 од. зб.).
- 21645 од. зб. фотодокументів.
- 2252 описи. З них:
  - 226 описів на документи установ і організацій;
  - 2000 описів на документи особового походження;
  - 26 описів на фотодокументи.